# Woodworth (Louisiana)
Woodworth és una població dels Estats Units a l'estat de Louisiana. Segons el cens del 2000 tenia 1.080 habitants.

## Demografia
Segons el cens del 2000, Woodworth tenia 1.080 habitants, 385 habitatges, i 299 famílies. La densitat de població era de 84,8 habitants/km².
Dels 385 habitatges en un 45,7% hi vivien nens de menys de 18 anys, en un 63,1% hi vivien parelles casades, en un 11,7% dones solteres, i en un 22,1% no eren unitats familiars. En el 18,2% dels habitatges hi vivien persones soles el 4,2% de les quals corresponia a persones de 65 anys o més que vivien soles. El nombre mitjà de persones vivint en cada habitatge era de 2,81 i el nombre mitjà de persones que vivien en cada família era de 3,22.
Per edats la població es repartia de la següent manera: un 29,8% tenia menys de 18 anys, un 10,7% entre 18 i 24, un 32,1% entre 25 i 44, un 19,6% de 45 a 60 i un 7,7% 65 anys o més.
L'edat mediana era de 33 anys. Per cada 100 dones de 18 o més anys hi havia 94,4 homes.
La renda mediana per habitatge era de 37.262 $ i la renda mediana per família de 41.667 $. Els homes tenien una renda mediana de 30.417 $ mentre que les dones 23.587 $. La renda per capita de la població era de 16.200 $. Entorn del 6,8% de les famílies i el 9,8% de la població estaven per davall del llindar de pobresa.

## Poblacions més properes
El següent diagrama mostra les poblacions més properes.